# Boeket (Nederweert)
Boeket (Limburgs: Bookentj of Booketj) is een buurtschap behorende tot de Nederlandse gemeente Nederweert.
De buurtschap ligt ten noordwesten van het dorp Nederweert.

## Geschiedenis
Van 1917 tot 1951 heeft er een windmolen in Boeket gestaan, genaamd de Molen van Coolen. Deze korenmolen was van het type grondzeiler en had een achtkantige romp.
In de periode 1951-1976 werd de molen ontmanteld. De roeden werden hergebruikt bij de restauratie van de molen De Bleeke Dood in Zaandijk.

## Monumenten

### Sint-Antoniuskapel
Bij de kruising tussen de straten Boeket en Aan 't Ven bevindt zich de neogotische Sint-Antoniuskapel. Deze werd gebouwd in 1992.
De voorganger van deze kapel stond in de voormalige buurtschap Rosveld, ten zuiden van het dorp Nederweert.
Deze uit 1867 stammende kapel werd op 22 maart 1992 gesloopt om plaats te maken voor een bedrijventerrein.
Dankzij giften van de gemeente en verenigingen kon de kapel met nieuwe materialen herbouwd worden in de buurtschap Boeket.
Een plaquette in de kapel herinnert aan deze verhuizing.
De dakruiter op de kruising is afkomstig van de oorspronkelijke kapel.

### Braosheuf
De Braosheuf is een achttiende-eeuws boerderijencomplex, bestaande uit twee boerderijen. De boerderij bi-j Braos is van het type langgevelboerderij. De boerderij bi-j Heindriks heeft een meer vierkante plattegrond en een hoog opgaand wolfsdak. Oorspronkelijk lag er nog een derde boerderij bij dit complex. Deze werd begin negentiende eeuw gesloopt.
Dorpen: Budschop · Leveroy · Nederweert · Nederweert-Eind · Ospel · Ospeldijk

Buurtschappen en gehuchten: Boeket · Bosserstraat · De Nieuwe Hoeven · Horick · Horickheide · Hulsen · Klaarstraat · Kreijel · Mildert · Nieuw- en Winnerstraat · Roeven · Schoor · Strateris · Waatskamp

Limburg: Steden en dorpen      Nederland: Provincies · Gemeenten